# Латеранский баптистерий

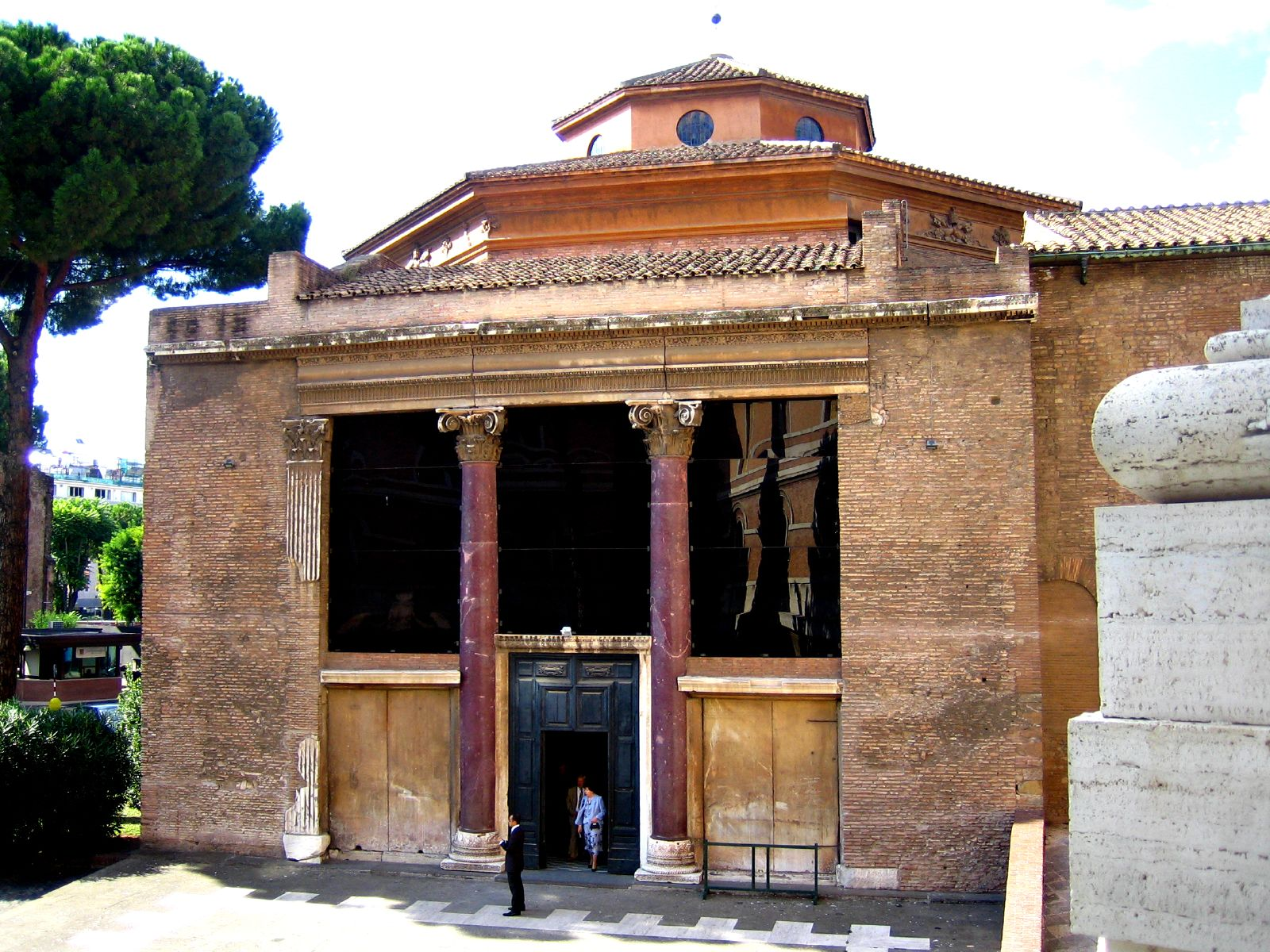
Вход в баптистерий с южной стороны

Латеранский баптистерий (итал.  Laterano battistero ), или Сан-Джованни-ин-Фонте-аль-Латерано (итал.  San Giovanni in Fonte al Laterano — Святой Иоанн у купели в Латеране) — раннехристианский баптистерий (помещение для крещения) в Риме. Расположен рядом с Базиликой Сан-Джованни-ин-Латерано. Построен между 320 и 330  при императоре Константине в форме октогона (восьмигранника). Долгое время оставался единственным в Риме. Для постройки были использованы фундаменты круглого в плане античного нимфея II века. Здание Баптистерия было построено в непосредственной близости от Латеранского дворца, с которым, как и с базиликой, было соединено галереями.
Внутри баптистерия, по краю фундамента восьмигранника, раскопками обнаружены восемь постаментов, поэтому предполагают, что при Константине восемь порфировых колонн, взятых из старых построек, ранее располагались в углах постройки и поддерживали арки и антаблемент купола. В центре, согласно реконструкциям, располагался большой бассейн, по окружности которого стояли семь скульптур из серебра, изображавших оленей и одна — золотого ягнёнка. Из их уст в бассейн выливалась вода, поставляемая акведуком Аква Клавдиа по трубам, ещё действовавшим в эпоху Константина. Предполагают также, что посреди бассейна стояла еще одна невысокая порфировая колонна с серебряной скульптурой, представлявшей Крещение Христа. Первая купель происходила из фригидария античных терм, возможно, принадлежавших дому матери Константина в Латеране. Таким образом, в этом памятнике соединились черты, присущие языческому античному и раннехристианскому искусству. Существует легенда, что в этом баптистерии принял крещение сам Константин I Великий. Но исторически это не подтверждается. Константин был крещён на смертном одре в 337 году в Никомедии.
Перестройки Латеранского баптистерия проводились при трёх папах — Сиксте III (432—440), Льве Великом (440—461) и Гиларии (461—468). При Сиксте III установили восемь порфировых колонн, поддерживающих антаблемент. Р. Краутхаймер предполагал наличие уже в постройке императора Константина архитрава, нёсшего второй ярус колонн меньшего размера и перемещение их к центру, к купели, а также существование амбулатория и нартекса. Амбулаторий был перекрыт сомкнутым сводом с мозаиками, а стены были облицованы мраморными панелями.
В период правления папы Гилария около 465 года были построены две капеллы, посвящённые Иоанну Крестителю Иоанну Богослову. Садовый павильон II—III веков был освящён в честь Святого Креста, но эта капелла не сохранилась.
Григорий XIII (1572—1585) провел внутреннее переустройство. Античная купель была заменена большой базальтовой ванной, также античного происхождения. Её окружили балюстрадой. Новый вход устроили со стороны площади Сан-Джованни, ради чего была снесена северная капелла Святого Креста. При Иннокентии X на первый ярус колонн водрузили восемь мраморных колонн с ионической капителью, а купол увенчали фонарём — лантерной. С противоположной стороны пристроили портик с двумя симметрично расположенными капеллами: святых Руфины и Секунды (с запада), Киприана и Юстины (с востока). Южный портик изначально был открытым, с тремя огромными порталами, разделенными парой порфировых колонн, но при перестройке появились каменные стены в двух боковых порталах и входная дверь в центральном. В таком виде архитектура Баптистерия сохранилась до наших дней.
Внутренние стены в 1639 году украсили росписями. Росписи верхнего яруса восьмигранника представляют восемь сцен битвы у Мульвийского моста 28 октября 312 года, когда воины Константина под знаменем креста одолели войско Максенция. Эту дату считают началом христианской эры.
В 1655—1667 годах перестройку баптистерия продолжил выдающийся архитектор римского барокко Франческо Борромини. Кровли купола и портика были покрыты свинцом. Борромини также добавил фриз верхней части наружных стен с геральдикой папы Александра VII. Интерьер портика получил барочный вид. По счастью, в конхе апсиды сохранилась уникальная античная мозаика.